# The Call: Final
The Call: Final (着信アリFinal?, Chakushin ari: Final) è un film del 2006 diretto da Manabu Asou.
Si tratta del terzo episodio della saga J-Horror The Call - Non rispondere, uscito nelle sale nel 2006.

## Trama
Asuka viene maltrattata da compagni e compagne di scuola; successivamente una gita in Corea la vedrà rimanere a casa, davanti al PC. 
Ricominciano le chiamate sui cellulari degli studenti in vacanza; un sms annuncia perentorio: "inoltra o muori". Qualcuno vuole vendicarsi e mettere alla prova lo spirito di coesione degli alunni.